# 대한민국 형사소송법 제271조
대한민국 형사소송법 제271조는 불출석사유, 자료의 제출에 대한 형사소송법의 조문이다.

## 조문
제271조(불출석사유, 자료의 제출)공판기일에 소환 또는 통지서를 받은 자가 질병 기타의 사유로 출석하지 못할 때에는 의사의 진단서 기타의 자료를 제출하여야 한다.

## 참고 문헌
- 손동권 신이철, 새로운 형사소송법(초판, 2013), 세창, 2013. ISBN 9788984114081